# Peldon
Peldon är en by och en civil parish i Colchester i Storbritannien. Den ligger i grevskapet Essex och riksdelen England, i den sydöstra delen av landet, 80 km öster om huvudstaden London. Orten har 501 invånare (2001). Den har en kyrka.
Kustklimat råder i trakten. Årsmedeltemperaturen i trakten är 9 °C. Den varmaste månaden är augusti, då medeltemperaturen är 17 °C, och den kallaste är februari, med 0 °C.